# Sieriebrianka (obwód woroneski)
Sieriebrianka (ros. Серебрянка) – wieś (sieło) w Rosji, w obwodzie woroneskim, w rejonie siemiłuckim. W 2021 liczyła 484 mieszkańców.